# Европско првенство у ватерполу 2014.
Европско првенство у ватерполу - Будимпешта 2014. је било 31. издање овог такмичења. Одржано је у мађарском главном граду Будимпешти од 14. јула до 27. јула. Титулу је освојила Србија, побједивши Мађарску у финалу.

## Земље учеснице
| Група A - Црна Гора - Италија - Грчка - Румунија - Русија - Грузија | Група Б - Србија - Мађарска - Немачка - Хрватска - Француска - Шпанија |

## Елиминациона фаза
|  | Квалификован у полуфинале            |
|  | Квалификован у четвртфинале          |
|  | Екипа се такмичи од 7. до 12. мјеста |

### Група А
| 14. јул 2014. 13:00 | Детаљи | Румунија                                     | 11 : 6  | Грузија  | Будимпешта Судије: Ћирић СРБ, Тејлор ВБР |
| 14. јул 2014. 13:00 | Детаљи | Резултати по четвртинама: 3:4, 3:1, 2:0, 3:1 |         |          | Будимпешта Судије: Ћирић СРБ, Тејлор ВБР |
| 14. јул 2014. 13:00 | Детаљи | Раду, Негреан 3                              | Стрелци | Јелача 3 | Будимпешта Судије: Ћирић СРБ, Тејлор ВБР |

| 14. јул 2014. 16:00 | Детаљи | Црна Гора                                    | 11 : 6  | Грчка                  | Будимпешта Судије: Бендер НЕМ, Фекете МАЂ |
| 14. јул 2014. 16:00 | Детаљи | Резултати по четвртинама: 1:1, 4:1, 3:2, 3:2 |         |                        | Будимпешта Судије: Бендер НЕМ, Фекете МАЂ |
| 14. јул 2014. 16:00 | Детаљи | Ивовић 3                                     | Стрелци | Фунтулис, Влахопулос 2 | Будимпешта Судије: Бендер НЕМ, Фекете МАЂ |

| 14. јул 2014. 19:00 | Детаљи | Италија                                      | 13 : 6  | Русија              | Будимпешта Судије: Коризна ПОЉ, Техидо ШПА |
| 14. јул 2014. 19:00 | Детаљи | Резултати по четвртинама: 3:1, 4:3, 4:1, 2:1 |         |                     | Будимпешта Судије: Коризна ПОЉ, Техидо ШПА |
| 14. јул 2014. 19:00 | Детаљи | Ђорђети 4                                    | Стрелци | Степањук, Шепелев 2 | Будимпешта Судије: Коризна ПОЉ, Техидо ШПА |

| 15. јул 2014. 11:30 | Детаљи | Грузија                                      | 6 : 15  | Грчка      | Будимпешта Судије: Галиндо ШПА, Дутилх-Думас ХОЛ |
| 15. јул 2014. 11:30 | Детаљи | Резултати по четвртинама: 1:4, 1:6, 3:3, 1:2 |         |            | Будимпешта Судије: Галиндо ШПА, Дутилх-Думас ХОЛ |
| 15. јул 2014. 11:30 | Детаљи | Франичевић 2                                 | Стрелци | Фунтулис 6 | Будимпешта Судије: Галиндо ШПА, Дутилх-Думас ХОЛ |

| 15. јул 2014. 14:30 | Детаљи | Русија                                       | 7 : 15  | Црна Гора          | Будимпешта Судије: Коризна ПОЉ, Мерсијер ФРА |
| 15. јул 2014. 14:30 | Детаљи | Резултати по четвртинама: 1:5, 2:3, 2:4, 2:3 |         |                    | Будимпешта Судије: Коризна ПОЉ, Мерсијер ФРА |
| 15. јул 2014. 14:30 | Детаљи | Тимаков 3                                    | Стрелци | Ивовић, Кликовац 3 | Будимпешта Судије: Коризна ПОЉ, Мерсијер ФРА |

| 15. јул 2014. 16:00 | Детаљи | Румунија                                     | 4 : 9   | Италија           | Будимпешта Судије: Маргет СЛО, Франуловић ХРВ |
| 15. јул 2014. 16:00 | Детаљи | Резултати по четвртинама: 1:1, 1:3, 1:4, 1:1 |         |                   | Будимпешта Судије: Маргет СЛО, Франуловић ХРВ |
| 15. јул 2014. 16:00 | Детаљи | Гхеоргхе 2                                   | Стрелци | Ђорђети, Луонго 2 | Будимпешта Судије: Маргет СЛО, Франуловић ХРВ |

| 17. јул 2014. 11:30 | Детаљи | Италија                                      | 15 : 5  | Грузија  | Будимпешта Судије: Тејлор ВБР, Бендер НЕМ |
| 17. јул 2014. 11:30 | Детаљи | Резултати по четвртинама: 3:2, 5:1, 5:1, 2:1 |         |          | Будимпешта Судије: Тејлор ВБР, Бендер НЕМ |
| 17. јул 2014. 11:30 | Детаљи | Фигари, Ајкарди 3                            | Стрелци | Јелача 2 | Будимпешта Судије: Тејлор ВБР, Бендер НЕМ |

| 17. јул 2014. 16:00 | Детаљи | Грчка                                        | 12 : 6  | Русија     | Будимпешта Судије: Коризна ПОЉ, Маргет СЛО |
| 17. јул 2014. 16:00 | Детаљи | Резултати по четвртинама: 3:1, 3:3, 1:1, 5:1 |         |            | Будимпешта Судије: Коризна ПОЉ, Маргет СЛО |
| 17. јул 2014. 16:00 | Детаљи | Моурикис 3                                   | Стрелци | Степаник 4 | Будимпешта Судије: Коризна ПОЉ, Маргет СЛО |

| 17. јул 2014. 19:00 | Детаљи | Црна Гора                                    | 13 : 8  | Румунија  | Будимпешта Судије: Коганов АЗЕ, Галиндо ШПА |
| 17. јул 2014. 19:00 | Детаљи | Резултати по четвртинама: 2:2, 3:0, 5:2, 3:4 |         |           | Будимпешта Судије: Коганов АЗЕ, Галиндо ШПА |
| 17. јул 2014. 19:00 | Детаљи | Јановић, Јановић 3                           | Стрелци | Негреан 4 | Будимпешта Судије: Коганов АЗЕ, Галиндо ШПА |

| 19. јул 2014. 13:00 | Детаљи | Грузија                                      | 12 : 16 | Русија              | Будимпешта Судије: Мерсијер ФРА, Бендер НЕМ |
| 19. јул 2014. 13:00 | Детаљи | Резултати по четвртинама: 3:3, 1:4, 7:4, 1:5 |         |                     | Будимпешта Судије: Мерсијер ФРА, Бендер НЕМ |
| 19. јул 2014. 13:00 | Детаљи | Црепуља, Елез 4                              | Стрелци | Нагајев, Степањук 4 | Будимпешта Судије: Мерсијер ФРА, Бендер НЕМ |

| 19. јул 2014. 14:30 | Детаљи | Румунија                                     | 9 : 10  | Грчка                | Будимпешта Судије: Коганов АЗЕ, Фекете МАЂ |
| 19. јул 2014. 14:30 | Детаљи | Резултати по четвртинама: 3:2, 2:3, 2:2, 2:3 |         |                      | Будимпешта Судије: Коганов АЗЕ, Фекете МАЂ |
| 19. јул 2014. 14:30 | Детаљи | Ђакону 4                                     | Стрелци | три играча по 2 гола | Будимпешта Судије: Коганов АЗЕ, Фекете МАЂ |

| 19. јул 2014. 19:00 | Детаљи | Италија                                      | 6 : 6   | Црна Гора         | Будимпешта Судије: Коризна ПОЉ, Шварц ИЗР |
| 19. јул 2014. 19:00 | Детаљи | Резултати по четвртинама: 2:0, 0:1, 2:3, 2:2 |         |                   | Будимпешта Судије: Коризна ПОЉ, Шварц ИЗР |
| 19. јул 2014. 19:00 | Детаљи | Фондели 3                                    | Стрелци | Јановић, Ивовић 4 | Будимпешта Судије: Коризна ПОЉ, Шварц ИЗР |

| 21. јул 2014. 11:30 | Детаљи | Црна Гора                                    | 17 : 2  | Грузија | Будимпешта Судије: Веркони МАЂ, Мерсијер ФРА |
| 21. јул 2014. 11:30 | Детаљи | Резултати по четвртинама: 4:0, 4:0, 4:1, 5:1 |         |         | Будимпешта Судије: Веркони МАЂ, Мерсијер ФРА |
| 21. јул 2014. 11:30 | Детаљи | Ивовић 6                                     | Стрелци | Елез 2  | Будимпешта Судије: Веркони МАЂ, Мерсијер ФРА |

| 21. јул 2014. 13:00 | Детаљи | Русија                                       | 8 : 11  | Румунија  | Будимпешта Судије: Франуловић ХРВ, Фекете МАЂ |
| 21. јул 2014. 13:00 | Детаљи | Резултати по четвртинама: 2:3, 1:3, 2:3, 3:2 |         |           | Будимпешта Судије: Франуловић ХРВ, Фекете МАЂ |
| 21. јул 2014. 13:00 | Детаљи | Колод 3                                      | Стрелци | Негреан 5 | Будимпешта Судије: Франуловић ХРВ, Фекете МАЂ |

| 21. јул 2014. 19:00 | Детаљи | Грчка                                        | 9 : 9   | Италија              | Будимпешта Судије: Техидо ШПА, Маргет СЛО |
| 21. јул 2014. 19:00 | Детаљи | Резултати по четвртинама: 4:2, 0:4, 3:2, 2:1 |         |                      | Будимпешта Судије: Техидо ШПА, Маргет СЛО |
| 21. јул 2014. 19:00 | Детаљи | Влахопулос 3                                 | Стрелци | три играча по 2 гола | Будимпешта Судије: Техидо ШПА, Маргет СЛО |

|    | Репрезентација | Ут. | Поб. | Н. | Пор. | Пос. | При. | РП  | Бод. |
| -- | -------------- | --- | ---- | -- | ---- | ---- | ---- | --- | ---- |
| 1. | Црна Гора      | 5   | 4    | 1  | 0    | 62   | 29   | +33 | 13   |
| 2. | Италија        | 5   | 3    | 2  | 0    | 52   | 30   | +22 | 11   |
| 3. | Грчка          | 5   | 3    | 1  | 1    | 52   | 41   | +11 | 10   |
| 4. | Румунија       | 5   | 2    | 0  | 3    | 43   | 46   | -3  | 6    |
| 5. | Русија         | 5   | 1    | 0  | 4    | 43   | 63   | -20 | 3    |
| 6. | Грузија        | 5   | 0    | 0  | 5    | 31   | 74   | -43 | 0    |

### Група Б
| 14. јул 2014. 11:30 | Детаљи | Хрватска                                     | 10 : 5  | Немачка | Будимпешта Судије: Шварц ИЗР, Бјанки ИТА |
| 14. јул 2014. 11:30 | Детаљи | Резултати по четвртинама: 4:3, 2:0, 3:0, 1:2 |         |         | Будимпешта Судије: Шварц ИЗР, Бјанки ИТА |
| 14. јул 2014. 11:30 | Детаљи | 3 играча по 2 гола                           | Стрелци | Шилер 2 | Будимпешта Судије: Шварц ИЗР, Бјанки ИТА |

| 14. јул 2014. 14:30 | Детаљи | Француска                                    | 5 : 16  | Србија  | Будимпешта Гледалаца: 400 Судије: Тојгарли ТУР, Александреску РУМ |
| 14. јул 2014. 14:30 | Детаљи | Резултати по четвртинама: 1:4, 1:3, 0:3, 3:6 |         |         | Будимпешта Гледалаца: 400 Судије: Тојгарли ТУР, Александреску РУМ |
| 14. јул 2014. 14:30 | Детаљи | Бодегас, Камараса 2                          | Стрелци | Никић 4 | Будимпешта Гледалаца: 400 Судије: Тојгарли ТУР, Александреску РУМ |

| 14. јул 2014. 20:30 | Детаљи | Шпанија                                      | 9 : 12  | Мађарска | Будимпешта Судије: Наумов РУС, Абрамовић ЦГ |
| 14. јул 2014. 20:30 | Детаљи | Резултати по четвртинама: 2:2, 2:4, 2:3, 3:3 |         |          | Будимпешта Судије: Наумов РУС, Абрамовић ЦГ |
| 14. јул 2014. 20:30 | Детаљи | Маларах 3                                    | Стрелци | Варга 5  | Будимпешта Судије: Наумов РУС, Абрамовић ЦГ |

| 15. јул 2014. 13:00 | Детаљи | Немачка                                      | 7 : 12  | Србија      | Будимпешта Гледалаца: 400 Судије: Такини ИТА, Ставридис ГРЧ |
| 15. јул 2014. 13:00 | Детаљи | Резултати по четвртинама: 2:3, 1:3, 2:3, 2:3 |         |             | Будимпешта Гледалаца: 400 Судије: Такини ИТА, Ставридис ГРЧ |
| 15. јул 2014. 13:00 | Детаљи | Реал, Носек 2                                | Стрелци | Филиповић 4 | Будимпешта Гледалаца: 400 Судије: Такини ИТА, Ставридис ГРЧ |

| 15. јул 2014. 19:00 | Детаљи | Хрватска                                     | 8 : 8   | Шпанија  | Будимпешта Судије: Коганов АЗЕ, Наумов РУС |
| 15. јул 2014. 19:00 | Детаљи | Резултати по четвртинама: 3:2, 2:2, 1:2, 2:2 |         |          | Будимпешта Судије: Коганов АЗЕ, Наумов РУС |
| 15. јул 2014. 19:00 | Детаљи | Јоковић 3                                    | Стрелци | Мингел 4 | Будимпешта Судије: Коганов АЗЕ, Наумов РУС |

| 15. јул 2014. 20:30 | Детаљи | Мађарска                                     | 12 : 7  | Француска | Будимпешта Судије: Кикалишвили ГРУ, Тојгарли ТУР |
| 15. јул 2014. 20:30 | Детаљи | Резултати по четвртинама: 2:2, 2:1, 5:1, 3:3 |         |           | Будимпешта Судије: Кикалишвили ГРУ, Тојгарли ТУР |
| 15. јул 2014. 20:30 | Детаљи | Варга 3                                      | Стрелци | Бодегас 3 | Будимпешта Судије: Кикалишвили ГРУ, Тојгарли ТУР |

| 17. јул 2014. 13:00 | Детаљи | Француска                                    | 11 : 14 | Хрватска  | Будимпешта Судије: Древал РУС, Абрамовић ЦГ |
| 17. јул 2014. 13:00 | Детаљи | Резултати по четвртинама: 3:5, 2:3, 3:2, 3:4 |         |           | Будимпешта Судије: Древал РУС, Абрамовић ЦГ |
| 17. јул 2014. 13:00 | Детаљи | Симон, Бодегас 3                             | Стрелци | Јоковић 5 | Будимпешта Судије: Древал РУС, Абрамовић ЦГ |

| 17. јул 2014. 14:30 | Детаљи | Шпанија                                      | 11 : 8  | Немачка | Будимпешта Судије: Шварц ИЗР, Сравропоулос ГРЧ |
| 17. јул 2014. 14:30 | Детаљи | Резултати по четвртинама: 2:1, 3:2, 3:4, 3:1 |         |         | Будимпешта Судије: Шварц ИЗР, Сравропоулос ГРЧ |
| 17. јул 2014. 14:30 | Детаљи | Мингел 3                                     | Стрелци | Носек 4 | Будимпешта Судије: Шварц ИЗР, Сравропоулос ГРЧ |

| 17. јул 2014. 20:30 | Детаљи | Србија                                       | 6 : 8   | Мађарска           | Будимпешта Гледалаца: 5.500 Судије: Бјанки ИТА, Александреску РУМ |
| 17. јул 2014. 20:30 | Детаљи | Резултати по четвртинама: 0:2, 3:3, 2:2, 1:1 |         |                    | Будимпешта Гледалаца: 5.500 Судије: Бјанки ИТА, Александреску РУМ |
| 17. јул 2014. 20:30 | Детаљи | Филиповић, Митровић 2                        | Стрелци | 3 играча по 2 гола | Будимпешта Гледалаца: 5.500 Судије: Бјанки ИТА, Александреску РУМ |

| 19. јул 2014. 11:30 | Детаљи | Шпанија                                      | 13 : 5  | Француска | Будимпешта Судије: Абрамовић ЦГ, Бјанки ИТА |
| 19. јул 2014. 11:30 | Детаљи | Резултати по четвртинама: 2:0, 3:3, 4:2, 4:0 |         |           | Будимпешта Судије: Абрамовић ЦГ, Бјанки ИТА |
| 19. јул 2014. 11:30 | Детаљи | Еспањол 5                                    | Стрелци | Бодегас 2 | Будимпешта Судије: Абрамовић ЦГ, Бјанки ИТА |

| 19. јул 2014. 16:00 | Детаљи | Хрватска                                     | 8 : 8   | Србија      | Будимпешта Гледалаца: 1.500 Судије: Наумов РУС, Ставридис ГРЧ |
| 19. јул 2014. 16:00 | Детаљи | Резултати по четвртинама: 2:3, 3:2, 1:2, 2:2 |         |             | Будимпешта Гледалаца: 1.500 Судије: Наумов РУС, Ставридис ГРЧ |
| 19. јул 2014. 16:00 | Детаљи | Сукно 3                                      | Стрелци | Филиповић 4 | Будимпешта Гледалаца: 1.500 Судије: Наумов РУС, Ставридис ГРЧ |

| 19. јул 2014. 20:30 | Детаљи | Немачка                                      | 8 : 16  | Мађарска | Будимпешта Судије: Тојгарли ТУР, Бјанки ИТА |
| 19. јул 2014. 20:30 | Детаљи | Резултати по четвртинама: 3:4, 4:5, 0:3, 1:4 |         |          | Будимпешта Судије: Тојгарли ТУР, Бјанки ИТА |
| 19. јул 2014. 20:30 | Детаљи | три играча по 2 гола                         | Стрелци | Варга 5  | Будимпешта Судије: Тојгарли ТУР, Бјанки ИТА |

| 21. јул 2014. 14:30 | Детаљи | Француска                                    | 8 : 7   | Немачка        | Будимпешта Судије: Александреску РУМ, Бјанки ИТА |
| 21. јул 2014. 14:30 | Детаљи | Резултати по четвртинама: 1:0, 0:2, 4:4, 3:1 |         |                | Будимпешта Судије: Александреску РУМ, Бјанки ИТА |
| 21. јул 2014. 14:30 | Детаљи | Марзуки 3                                    | Стрелци | Носек, Шилер 2 | Будимпешта Судије: Александреску РУМ, Бјанки ИТА |

| 21. јул 2014. 16:00 | Детаљи | Србија                                       | 8 : 6   | Шпанија   | Будимпешта Гледалаца: 1.200 Судије: Наумов РУС, Коризна ПОЉ |
| 21. јул 2014. 16:00 | Детаљи | Резултати по четвртинама: 2:2, 1:0, 1:1, 4:3 |         |           | Будимпешта Гледалаца: 1.200 Судије: Наумов РУС, Коризна ПОЉ |
| 21. јул 2014. 16:00 | Детаљи | Ћук 2                                        | Стрелци | Еспањол 4 | Будимпешта Гледалаца: 1.200 Судије: Наумов РУС, Коризна ПОЉ |

| 21. јул 2014. 20:30 | Детаљи | Мађарска                                     | 7 : 6   | Хрватска | Будимпешта Судије: Сравропоулос ГРЧ, Коганов АЗЕ |
| 21. јул 2014. 20:30 | Детаљи | Резултати по четвртинама: 0:2, 4:2, 1:1, 2:1 |         |          | Будимпешта Судије: Сравропоулос ГРЧ, Коганов АЗЕ |
| 21. јул 2014. 20:30 | Детаљи | 7 играча по 1 гол                            | Стрелци | Сукно 2  | Будимпешта Судије: Сравропоулос ГРЧ, Коганов АЗЕ |

|    | Репрезентација | Ут. | Поб. | Н. | Пор. | Пос. | При. | РП  | Бод. |
| -- | -------------- | --- | ---- | -- | ---- | ---- | ---- | --- | ---- |
| 1. | Мађарска       | 5   | 5    | 0  | 0    | 55   | 36   | +19 | 15   |
| 2. | Србија         | 5   | 3    | 1  | 1    | 50   | 34   | +16 | 10   |
| 3. | Хрватска       | 5   | 2    | 2  | 1    | 46   | 39   | +7  | 8    |
| 4. | Шпанија        | 5   | 2    | 1  | 2    | 47   | 41   | +6  | 7    |
| 5. | Француска      | 5   | 1    | 0  | 4    | 36   | 62   | -26 | 3    |
| 6. | Немачка        | 5   | 0    | 0  | 5    | 35   | 57   | -22 | 0    |

## Разигравање за пласман

### од 7. до 12. мјеста

#### Четвртфинале
| 23. јул 2014. 16:00 | Детаљи | Русија                                       | 8 : 9   | Немачка | Будимпешта Судије: Франуловић ХРВ, Бјанки ИТА |
| 23. јул 2014. 16:00 | Детаљи | Резултати по четвртинама: 1:1, 4:2, 1:3, 2:3 |         |         | Будимпешта Судије: Франуловић ХРВ, Бјанки ИТА |
| 23. јул 2014. 16:00 | Детаљи | Степањук 3                                   | Стрелци | Реал 2  | Будимпешта Судије: Франуловић ХРВ, Бјанки ИТА |

| 23. јул 2014. 17:30 | Детаљи | Грузија                                      | 6 : 10  | Француска | Будимпешта Судије: Фекете МАЂ, Ћирић СРБ |
| 23. јул 2014. 17:30 | Детаљи | Резултати по четвртинама: 2:2, 1:3, 2:3, 1:2 |         |           | Будимпешта Судије: Фекете МАЂ, Ћирић СРБ |
| 23. јул 2014. 17:30 | Детаљи | 6 играча по 1 гол                            | Стрелци | Бодегас 4 | Будимпешта Судије: Фекете МАЂ, Ћирић СРБ |

#### Полуфинале
| 25. јул 2014. 14:30 | Детаљи | Немачка                                      | 8 : 16  | Шпанија   | Будимпешта Судије: Фекете МАЂ, Коризна ПОЉ |
| 25. јул 2014. 14:30 | Детаљи | Резултати по четвртинама: 3:5, 1:4, 2:3, 2:4 |         |           | Будимпешта Судије: Фекете МАЂ, Коризна ПОЉ |
| 25. јул 2014. 14:30 | Детаљи | 3 играча по 2 гола                           | Стрелци | Еспањол 7 | Будимпешта Судије: Фекете МАЂ, Коризна ПОЉ |

| 25. јул 2014. 16:00 | Детаљи | Француска                                    | 8 : 15  | Румунија  | Будимпешта Судије: Тојгарли ТУР, Франуловић ХРВ |
| 25. јул 2014. 16:00 | Детаљи | Резултати по четвртинама: 3:3, 1:3, 1:6, 3:3 |         |           | Будимпешта Судије: Тојгарли ТУР, Франуловић ХРВ |
| 25. јул 2014. 16:00 | Детаљи | Бодегас 3                                    | Стрелци | Негреан 5 | Будимпешта Судије: Тојгарли ТУР, Франуловић ХРВ |

#### За 11. мјесто
| 25. јул 2014. 17:30 | Детаљи | Русија                                       | 9 : 8   | Грузија        | Будимпешта Судије: Галиндо ШПА, Шварц ИЗР |
| 25. јул 2014. 17:30 | Детаљи | Резултати по четвртинама: 2:2, 2:2, 2:1, 3:3 |         |                | Будимпешта Судије: Галиндо ШПА, Шварц ИЗР |
| 25. јул 2014. 17:30 | Детаљи | Степањук 4                                   | Стрелци | Елез, Јелача 2 | Будимпешта Судије: Галиндо ШПА, Шварц ИЗР |

#### За 9. мјесто
| 26. јул 2014. 10:30 | Детаљи | Немачка                                      | 14 : 13 | Француска  | Будимпешта Судије: Ћирић СРБ, Коризна ПОЉ |
| 26. јул 2014. 10:30 | Детаљи | Резултати по четвртинама: 4:3, 4:6, 4:3, 2:1 |         |            | Будимпешта Судије: Ћирић СРБ, Коризна ПОЉ |
| 26. јул 2014. 10:30 | Детаљи | Носек 4                                      | Стрелци | Камараса 5 | Будимпешта Судије: Ћирић СРБ, Коризна ПОЉ |

#### За 7. мјесто
| 26. јул 2014. 12:00љљ | Детаљи | Шпанија                                      | 8 : 7   | Румунија | Будимпешта Судије: Бендер НЕМ, Наумов РУС |
| 26. јул 2014. 12:00љљ | Детаљи | Резултати по четвртинама: 1:3, 3:1, 2:1, 2:2 |         |          | Будимпешта Судије: Бендер НЕМ, Наумов РУС |
| 26. јул 2014. 12:00љљ | Детаљи | Гарсија 3                                    | Стрелци | Раду 3   | Будимпешта Судије: Бендер НЕМ, Наумов РУС |

## Финални круг
|  | Полуфинале | Полуфинале |             |    | Финале | Финале |
|  |            |            |             |    |        |        |
|  | 25. јул    |            |             |    |        |        |
|  |            |            |             |    |        |        |
|  | Црна Гора  | 9          |             |    |        |        |
|  | Црна Гора  | 9          | 27. јул     |    |        |        |
|  | Србија     | 10         |             |    |        |        |
|  | Србија     | 10         | Србија      | 12 |        |        |
|  | 25. јул    |            | Србија      | 12 |        |        |
|  |            | Мађарска   | 7           |    |        |        |
|  | Мађарска   | Мађарска   | 7           | 8  |        |        |
|  | Мађарска   |            |             | 8  |        |        |
|  | Италија    | 7          |             |    |        |        |
|  | Италија    | 7          | За 3. место |    |        |        |
|  |            |            |             |    |        |        |
|  | 27. јул    |            |             |    |        |        |
|  |            |            |             |    |        |        |
|  | Црна Гора  | 11         |             |    |        |        |
|  | Црна Гора  | 11         |             |    |        |        |
|  | Италија    | 9          |             |    |        |        |

### Четвртфинале
| 23. јул 2014. 19:00 | Детаљи | Италија                                      | 8 : 7   | Хрватска | Будимпешта Судије: Коганов АЗЕ, Ставридис ГРЧ |
| 23. јул 2014. 19:00 | Детаљи | Резултати по четвртинама: 1:1, 3:2, 2:2, 2:2 |         |          | Будимпешта Судије: Коганов АЗЕ, Ставридис ГРЧ |
| 23. јул 2014. 19:00 | Детаљи | Фиљоли, Ђорђети 2                            | Стрелци | Сукно 3  | Будимпешта Судије: Коганов АЗЕ, Ставридис ГРЧ |

| 23. јул 2014. 20:30 | Детаљи | Грчка                                        | 9 : 13  | Србија             | Будимпешта Гледалаца: 3.500 Судије: Бендер НЕМ, Коризна ПОЉ |
| 23. јул 2014. 20:30 | Детаљи | Резултати по четвртинама: 2:3, 3:4, 2:4, 2:2 |         |                    | Будимпешта Гледалаца: 3.500 Судије: Бендер НЕМ, Коризна ПОЉ |
| 23. јул 2014. 20:30 | Детаљи | Влахопулос 4                                 | Стрелци | 5 играча по 2 гола | Будимпешта Гледалаца: 3.500 Судије: Бендер НЕМ, Коризна ПОЉ |

### Полуфинале
| 25. јул 2014. 19:00 | Детаљи | Италија                                      | 7 : 8   | Мађарска    | Будимпешта Судије: Александреску РУМ, Маргет СЛО |
| 25. јул 2014. 19:00 | Детаљи | Резултати по четвртинама: 1:3, 3:2, 1:1, 2:2 |         |             | Будимпешта Судије: Александреску РУМ, Маргет СЛО |
| 25. јул 2014. 19:00 | Детаљи | Гало 2                                       | Стрелци | Хошњански 3 | Будимпешта Судије: Александреску РУМ, Маргет СЛО |

| 25. јул 2014. 20:30 | Детаљи | Србија                                       | 10 : 9  | Црна Гора | Будимпешта Гледалаца: 5.000 Судије: Ставридис ГРЧ, Наумов РУС |
| 25. јул 2014. 20:30 | Детаљи | Резултати по четвртинама: 3:5, 1:2, 3:2, 3:0 |         |           | Будимпешта Гледалаца: 5.000 Судије: Ставридис ГРЧ, Наумов РУС |
| 25. јул 2014. 20:30 | Детаљи | Митровић 3                                   | Стрелци | Јановић 3 | Будимпешта Гледалаца: 5.000 Судије: Ставридис ГРЧ, Наумов РУС |

### За 5. мјесто
| 26. јул 2014. 13:30 | Детаљи | Хрватска                                     | 11 : 7  | Грчка      | Будимпешта Судије: Бјанки ИТА, Фекете МАЂ |
| 26. јул 2014. 13:30 | Детаљи | Резултати по четвртинама: 2:3, 3:0, 3:2, 3:2 |         |            | Будимпешта Судије: Бјанки ИТА, Фекете МАЂ |
| 26. јул 2014. 13:30 | Детаљи | Јоковић 3                                    | Стрелци | Фунтулис 3 | Будимпешта Судије: Бјанки ИТА, Фекете МАЂ |

### За 3. мјесто
| 27. јул 2014. 18:30 | Детаљи | Италија                                      | 11 : 9  | Црна Гора | Будимпешта Судије: Ставридис ГРЧ, Коганов АЗЕ |
| 27. јул 2014. 18:30 | Детаљи | Резултати по четвртинама: 1:3, 5:3, 2:2, 3:1 |         |           | Будимпешта Судије: Ставридис ГРЧ, Коганов АЗЕ |
| 27. јул 2014. 18:30 | Детаљи | Ђорђети 4                                    | Стрелци | Јановић 3 | Будимпешта Судије: Ставридис ГРЧ, Коганов АЗЕ |

### Финале
| 27. јул 2014. 20:30 | Детаљи | Мађарска                                     | 7 : 12  | Србија  | Будимпешта Гледалаца: 6.000 Судије: Маргет СЛО, Александреску РУМ |
| 27. јул 2014. 20:30 | Детаљи | Резултати по четвртинама: 1:3, 1:4, 4:2, 1:3 |         |         | Будимпешта Гледалаца: 6.000 Судије: Маргет СЛО, Александреску РУМ |
| 27. јул 2014. 20:30 | Детаљи | Вамош 3                                      | Стрелци | Гоцић 3 | Будимпешта Гледалаца: 6.000 Судије: Маргет СЛО, Александреску РУМ |

## Листа стријелаца
- Алберт Еспањол 24
- Микаел Бодегас 20
- Константин Степањук 20
- Филип Филиповић 19
- Александар Ивовић 19
- Тиберију Негреан 18
- Алекс Ђорђети 17
- Хајко Носек 17
- Јоанис Фунтулис 16
- Млађан Јановић 15
- Маро Јоковић 14
- Козмин Раду 14
- Сандро Сукно 14
- Ангелос Влахопулос 14
- Пјетро Фиљоли 13
- Денеш Варга 13
- Александре Камараса 12
- Марко Елез 12
- Петар Муслим 12
- Милош Ћук 12
- Марк Мингел 11
- Јулиан Реал 11
- Данијел Варга 11